# No Surrender 2013
No Surrender 2013 è stata la nona edizione prodotta dalla Total Nonstop Action Wrestling (TNA) e la prima a non essere trasmessa in pay-per-view.  L'evento ha avuto luogo il 12 settembre 2013, presso la Chaifetz Arena di Saint Louis in Missouri e vi si sono svolte principalmente le semifinali e finali del torneo Bound for Glory Series.

## Risultati
| # | Match                                                      | Stipulazioni                                                             | Durata  |
| - | ---------------------------------------------------------- | ------------------------------------------------------------------------ | ------- |
| 1 | Kazarian ha sconfitto Chris Sabin                          | Single match                                                             | 05:59 R |
| 2 | A.J. Styles ha sconfitto Austin Aries                      | Semifinali delle Bound for Glory Series                                  | 14:37   |
| 3 | Magnus ha sconfitto Bobby Roode                            | Semifinali delle Bound for Glory Series                                  | 6:55    |
| 4 | Bully Ray ha sconfitto Mr. Anderson                        | Last Man Standing match per il titolo TNA World Heavyweight Championship | 17:27   |
| 5 | A.J. Styles ha sconfitto Magnus                            | Finale delle Bound for Glory Series                                      | 15:08   |
|   | (c) = campione in carica al momento dell'inizio del match. | (R) = match registrato per il programma TNA Xplosion                     |         |